# اتفاقية إدارة مياه الصابورة
الاتفاقية الدولية لمراقبة وإدارة مياه الصابورة والرواسب (اتفاقية إدارة مياه الصابورة أو اتفاقية BWM) هي معاهدة بحرية دولية لعام 2004 تتطلب من دول العلم الموقعة ضمان امتثال السفن التي ترفع علمها لمعايير وإجراءات إدارة ومراقبة مياه الصابورة والرواسب الخاصة بالسفن. وتهدف الاتفاقية إلى منع انتشار الكائنات المائية الضارة من منطقة إلى أخرى ووقف الأضرار التي تلحق بالبيئة البحرية من تصريف مياه الصابورة، عن طريق تقليل امتصاص الرواسب والكائنات الحية وتصريفها لاحقا. واعتبارا من عام 2024، يتعين على جميع السفن أن تعتمد نظام معالجة مياه الصابورة، وفقا لمعيار دي 2 (انظر أدناه). ويتعين على السفن القائمة تركيب نظام معتمد، قد يكلف تركيبه ما يصل إلى 5 ملايين دولار أمريكي لكل سفينة. وللمساعدة في التنفيذ، أصدرت المنظمة البحرية الدولية 14 وثيقة إرشادية فيما يتعلق بالاتفاقية، بما في ذلك المبادئ التوجيهية لإدارة مياه الصابورة جي 2، والمبادئ التوجيهية جي 4 لإدارة مياه الصابورة، والمبادئ التوجيهية جي 6 لتبادل مياه الصابورة. واعتبار من 15 تموز/يوليه 2021، كان 68 بلدًا متعاقدًا مع اتفاقية الأسطول التجاري العالمي (تمثل 91.12% في المائة من إجمالي حمولة الأسطول التجاري العالمي).

## التطوير والدخول حيز التنفيذ
حدث أول حدوث معترف به علميا لنوع بحري غير أصلي يتم نقله في مياه السفن في بحر الشمال في عام 1903، مع ظهور العوالق النباتية الآسيوية أودونتيلا. وأصبحت هذه المسألة أكثر انتشارا مع زيادة الشحن في أواخر القرن العشرين، وأثيرت هذه المسألة لأول مرة في المنظمة البحرية الدولية في عام 1988. وبعد عدة سنوات من التطوير، اعتمدت المنظمة البحرية الدولية الاتفاقية في عام 2004. وأضاف أن الاتفاقية، لكي تدخل حيز النفاذ، تتطلب تصديق ما لا يقل عن 30 دولة، تمثل 35 في المئة من حمولة الشحن التجاري العالمي، رهنا بدخلها حيز النفاذ بعد 12 شهرا. وفي 8 أيلول 2016، انضمت فنلندا إلى الاتفاقية، وبذلك بلغ عدد الدول المتعاقدة 52 دولة، وبذلك بلغ مجموع حمولة الدول 35.14 في المئة. وأدى ذلك إلى تطبيق تاريخ دخول الاتفاقية حيز النفاذ، والذي حدث في 8 أيلول 2017. ومنذ انضمام فنلندا، واصل عدد من الدول التصديق على المعاهدة. وبحلول نوفمبر 2018، كان هناك 78 دولة متعاقدة، تمثل 77.19 في المئة من حمولة الشحن التجاري العالمي. وبحلول أيلول 2020، كان 79 بلدا قد انضم إلى الاتفاقية.

## متطلبات الاتفاقية
ويجب على جميع السفن البحرية الدولية التي تسير بموجب الاتفاقية أن تنفذ «خطة لإدارة مياه الصابورة» تمكن السفينة من إدارة مياه الصابورة وتصريف الرواسب على مستوى معين. وقد صممت الخطة لتلبية متطلبات الامتثال للاتفاقية والمبادئ التوجيهية لهذه مجموعة الG4 التي أعدتها المنظمة البحرية الدولية. ويشمل التوجيه والتخطيط والإدارة التشغيلية القياسية، فضلا عن تفاصيل إضافية بما في ذلك نقاط وأنظمة أخذ العينات. بالإضافة إلى ذلك يجب على جميع السفن التي تزيد عن 400GT أيضا حمل دفتر سجلات مياه الصابورة الذي يفصل متطلبات مثل ملء وتصريف كل خزان، وفقا للوقت والتاريخ والموقع والمعالجة المطبقة على المياه.
وستتلقى السفن التي تمتثل للاتفاقية شهادة دولية لإدارة مياه الصابورة، ويطلب منها ذلك على النحو الواجب. ويتعين على السفينة، للحصول على شهادة، أن تقدم الوثائق اللازمة التي تبين الامتثال للاتفاقية، وتجرى دراسة استقصائية على متنها. ويجوز أن تقوم دولة العلم بإجراء دراسة استقصائية، أو جمعية تصنيف أذنت بها دولة العلم. يتم رصد الاتفاقية من قبل مراقبة ولاية الميناء، الذين يجب تقييم خطة إدارة مياه الصابورة وتشغيلها على متن السفينة.

### المعايير
وبموجب الاتفاقية، يتعين على السفن، وفقا لجدول زمني للتنفيذ، أن تمتثل لمعايير D1 أو D2. يتطلب معيار D1 من السفن إجراء تبادل مياه الصابورة ، ويحدد حجم المياه التي يجب استبدالها. ويشمل هذا المعيار تبادل مياه الصرف الممتنة من الميناء الأخير، مع مياه بحر جديدة؛ يجب أن يحدث على مسافة لا تقل عن 200 ميل بحري من الشاطئ. معيار D2 هو أكثر صرامة ويتطلب استخدام نظام معالجة مياه الصابورة المعتمدة. ويجب أن يكفل النظام بقاء مستويات صغيرة فقط من الكائنات الحية القابلة للحياة في الماء بعد المعالجة من أجل الحد من الأثر البيئي للنقل البحري.
كما يمكن للسفن تصريف الصابورة في مرافق استقبال الشاطئ المعتمدة في الموانئ، حيث تقضي المادة 5 بأنه عند تنظيف أو إصلاح صهريج سائل الرص للسفن، ينبغي أن يكون لدى الموانئ مرافق استقبال كافية للرواسب. ويجب أن تشمل المرافق ترتيبات التخلص الآمن، ومعدات التخزين والمعالجة، وترتيبات الرسو والطوارئ الآمنة والمناسبة، والمخفضات اللازمة للاتصال بالسفن.
ويمكن إعفاء بعض السفن من الامتثال للاتفاقية، وفقا لشروط معينة والإذن المناسب الذي تمنحه دولة العلم. وتشمل هذه السفن التي تتاجر في منطقة محدودة، والسفن الصغيرة بما في ذلك المراكب الشراعية وسفينة الصيد، والسفن التي تعمل على ساحل واحد فقط، وكذلك FPSOs.

## فهرس
- N. Anwar & Dr. L. Churcher, Ballast Water Management: Understanding the regulations and the treatment technologies available, 7th Edition, Witherby Publishing Group, 2016.

## روابط خارجية
- نص
- الموقع الرسمي
- تطبيق اتفاقية إدارة مياه الصابورة
- حالة التصديقات